# Augustin-Pierre Dubrunfaut
Augustin-Pierre Dubrunfaut, né le 1er septembre 1797 à Lille et mort le 7 octobre 1881 à Paris, est un chimiste et industriel français. Il est principalement connu pour ses études de chimie organique et leurs applications aux produits agricoles.

## Biographie
Augustin-Pierre Dubrunfaut fait d'abord ses études à Lille auprès du naturaliste belge Pierre Auguste Joseph Drapiez et du chimiste français Charles Delezenne. Il étudie ensuite à la faculté des sciences de Paris avec les chimistes Thénard, Dulong, Pouillet et Louis Joseph Gay-Lussac les questions de saccharification des fécules. De 1824 à 1830, il enseigne dans une école technique tout en fondant en 1827 une usine de production de sucre de betterave à Bercy et en dirigeant à partir de 1830 une distillerie d'alcool à Versailles. Il fonde la même année le journal L'Agriculteur manufacturier qui sera publié durant trois ans.
Augustin-Pierre Dubrunfaut découvre en 1846 la mutarotation. L'année suivante il établit la structure moléculaire du fructose. Il travaille ensuite sur la structure du maltose. En 1853, il applique le principe de la séparation osmotique pour purifier les mélasses de leurs sels.
Il meurt asphyxié accidentellement le 7 octobre 1881 à son domicile de la rue des Meuniers dans le quartier de Bercy à Paris.
Dubrunfaut était aussi collectionneur ; à sa mort, sa collection d'autographes des membres de la Convention atteignait 692 signatures.

## Principales publications

### Ouvrages et articles
- Mémoire sur la saccharification des fécules[4], 1823
- Traité complet de l'art de la distillation[5], éd. Bachelier, 1824
- Art de fabriquer le sucre de betteraves[6], éd. Bachelier, 1825
- Notice sur la fabrication des alcools fins, fins fécule, fins betterave, ou autres[7], éd. Guiraudet et Jouaust, 1854
- La vigne remplacée par la betterave, la pomme de terre, etc., pour la production de l'alcool[8], éd. Guiraudet et Jouaust, 1854 ; rééd. C. Lacour, 2004,  (ISBN 978-2-7504-0691-2)
- L'osmose et ses applications industrielles ou Méthode d'analyse nouvelle appliquée à l'épuration des sucres et des sirops[9], éd. Gauthier-Villars, 1873.
- Sucrage des vendanges avec les sucres purs de cannes ou de betteraves : ou méthode rationnelle de régulariser la qualité des vins et d'en accroître au besoin la quantité, 3e éd. Gauthier-Villars, 1880.

### Revue
- L'agriculteur manufacturier : journal des sciences mécaniques, physiques et chimiques appliquées à l'agriculture et aux arts qui s'y rattachent[10]

## Distinctions et hommages
- En 1823, il reçoit la médaille d'or de la Société centrale d'agriculture pour son Mémoire sur la saccharification des fécules[2].
- Officier de la Légion d'honneur.
- En 1884, la rue Dubrunfaut dans le 12e arrondissement de Paris est nommée en son honneur.